# AirPower
AirPower是由蘋果公司開發的一款未發布的無線充電板。它旨在同時為最多三台設備充電，支持兩個Qi設備，例如iPhone和AirPods，以及一個Apple Watch。它於2017年9月12日宣布。原定於2018年初發布的AirPower未能實現，導致對該產品未來的廣泛猜測，直到蘋果公司於2019年3月29日宣布取消發布。
2019年3月29日，蘋果宣布正式取消AirPower。蘋果資深副總裁丹·里喬（Dan Riccio）表示：「經過努力之後我們得出結論，AirPower無法達到我們的高標準，所以計劃只好取消。我們向那些期待產品推出的消費者們致歉。但我們依然相信未來屬於無線技術，並且會致力於推動無線體驗的發展。」 

## 開發
AirPower於2017年9月12日在蘋果公司史蒂夫喬布斯劇院舉行的媒體活動中宣布，同時發布了 iPhone 8、iPhone X和AirPods無線充電盒。活動結束後，與會者可以使用原型模型進行動手測試。

### 問題
在2018年9月舉行的另一場媒體活動之後，蘋果立即從其網站上刪除了幾乎所有提及AirPower的內容。據報導，有幾個開發問題導致了這個決定，有傳言說熱量管理、設備間通信和速度，以及機械和干擾問題。據報導，主要的工程問題來自於包含兩種充電標準的線圈，因為Apple Watch使用專有的非Qi標準。博主約翰·格魯伯 (John Gruber) 以與蘋果的密切關係而聞名，他寫道，他聽說過該設備的設計問題：「多線圈設計變得太熱了——太熱了。有些工程師查看了 AirPower 的設計並說 它永遠不會熱工作。」
在包括iPhone XS和iPhone XR在內的幾款Apple產品的包裝中仍然提到AirPower，並且在2019年1月媒體報導稱AirPower可能已經進入生產。 2019年3月25日，Apple發佈了支持AirPower的iOS 12.2。2019年3月26日，Apple運送了AirPods無線充電盒，包裝上帶有 AirPower。同樣在3月下旬，Apple在AirPower名稱上獲得了商標。
然而，在2019年3月29日，Apple硬件工程高級副總裁Dan Riccio在給TechCrunch的電子郵件聲明中表示：「經過一番努力，我們得出結論，AirPower無法達到我們的高標準，因此我們取消了該項目。」此舉對蘋果來說是前所未有的，因為它以前從未取消過已宣布的硬件產品。
2020年，當新的謠言浮出水面，該項目重新啟動，原型設計正在進行中時，人們對該產品的興趣重新燃起。據報導，這些原型使用Apple A11 SoC來幫助進行熱管理。但是，沒有透露其他信息。
第三方配件製造商模仿了AirPower的設計和功能，但無法完全複製Apple的計劃功能，例如自由放置設備。Apple後來出售了由Mophie和Belkin設計的三設備充電器，能夠同時為兩個Qi設備和一個Apple Watch充電，儘管Apple Watch的感應充電器有一個單獨的插座。Apple 於2020年使用專有的MagSafe標準發布了第一款Qi充電器。

## 規格

### 硬件
AirPower概念基於Qi標準。Apple原本打算讓它能夠同時為多個設備充電，但Qi標準不支持這一功能，儘管Apple正在努力整合它。  Apple的意圖是，正在充電的iPhone會在其鎖定螢幕上顯示其他正在充電的設備的充電百分比，例如AirPods及其沒有顯示螢幕的充電盒。 
由於存在超過20個充電線圈，設備無需在充電板上仔細對齊，無論確切位置如何，都可以為設備充電。  然而，這些靠近的充電線圈運作時會過熱，充電板需要電源管理。過熱是導致產品開發問題和最終取消的原因之一。 

### 相容性
AirPower 旨在與以下設備相容:
- 2017年及之後發布的iPhone (iPhone 8, iPhone X及更新機型)
- Apple Watch Series 3及更新機型
- AirPods 無線充電盒